# Hanns Sander
Hanns Sander (fälschlich auch „Hans Sander“), eigentlich Johannes Sander (* 18. Januar 1888; † 17. Juli 1968 in Verden (Aller)), war ein deutscher Regierungsbaumeister, Kommunalpolitiker (NSDAP) und Oberbürgermeister der Stadt Dessau von 1933 bis 1945.

## Leben
Nach der Vertreibung seines Amtsvorgängers Fritz Hesse, dessen Funktion im März 1933 zunächst kommissarisch der Rechtsanwalt Emil Evers wahrnahm, wurde der Regierungsbaumeister a. D. und Stadtrat aus Quedlinburg Hanns Sander am 1. April 1933 zum kommissarischen Oberbürgermeister von Dessau bestimmt. Am 31. Mai 1933 wurde er für die Dauer von zwölf Jahren in diesem Amt bestätigt. Hanns Sander war Mitglied der NSDAP (Mitgliedsnummer 379.945) und SS-Sturmbannführer (Mitgliedsnummer 276.269), seit dem 20. April 1941 SS-Obersturmbannführer. Sander geriet Ende April 1945 in amerikanische Kriegsgefangenschaft, ab Februar 1946 war er Zivilinternierter in Württemberg. Eine Spruchkammer stufte ihn 1948 als „Belasteten“ ein und verurteilte ihn zu zwei Jahren Arbeitslager und einer Geldstrafe.